# Teschenmoschel
Teschenmoschel là một đô thị thuộc thuộc huyện Donnersberg, Đức. Đô thị Teschenmoschel có diện tích 3,73 km², dân số thời điểm ngày 31 tháng 12 năm 2006 là 123 người.